# Jayson Papeau
Jayson Papeau (ur. 30 czerwca 1996 w Melun) – francuski piłkarz pochodzenia gwadelupskiego występujący na pozycji pomocnika w rumuńskim klubie Rapid Bukareszt.

## Kariera klubowa

### Sainte-Geneviève
W lipcu 2018 roku podpisał kontrakt z zespołem Sainte-Geneviève. Zadebiutował 11 sierpnia 2018 w meczu Championnat National 2 przeciwko RC Lens II (2:1), w którym zdobył swoją pierwszą bramkę.

### Amiens SC
1 lipca 2019 przeszedł do klubu Amiens SC, gdzie od razu został przesunięty do rezerw. Zadebiutował 17 sierpnia 2019 w meczu Championnat National 3 przeciwko Valenciennes FC II (1:2), w którym zdobył swoją pierwszą bramkę.

### FC Chambly
2 stycznia 2020 został wysłany na półroczne wypożyczenie do drużyny FC Chambly. Zadebiutował 4 stycznia 2020 w meczu Pucharu Francji przeciwko Red Star FC (2:1). W Ligue 2 zadebiutował 10 stycznia 2020 w meczu przeciwko US Orléans (1:0).

### Amiens SC
Po powrocie z wypożyczenia został przeniesiony do pierwszego zespołu. Zadebiutował 22 sierpnia 2020 w meczu Ligue 2 przeciwko AS Nancy (1:0). Pierwszą bramkę zdobył 28 kwietnia 2021 w meczu ligowym przeciwko USL Dunkerque (1:1).

### Warta Poznań
31 sierpnia 2021 podpisał dwuletni kontrakt z klubem Warta Poznań. Zadebiutował 11 września 2021 w meczu Ekstraklasy przeciwko Bruk-Betowi Termalica Nieciecza (0:0). W sezonie 2021/2022 zagrał dla Warty 26 meczów ligowych, w kolejnym sezonie – wystąpił w wyjazdowym meczu 1. kolejki przeciwko Rakowowi Częstochowa.

### Rapid Bukareszt
22 lipca 2022 roku został zawodnikiem rumuńskiego klubu Rapid Bukareszt.

## Statystyki
(aktualne na dzień 1 czerwca 2022)
| Klub               | Sezon              | Liga                   | Liga  | Liga   | Puchar kraju | Puchar kraju | Suma  | Suma   |
| Klub               | Sezon              | Liga                   | Mecze | Bramki | Mecze        | Bramki       | Mecze | Bramki |
| ------------------ | ------------------ | ---------------------- | ----- | ------ | ------------ | ------------ | ----- | ------ |
| Sainte-Geneviève   | 2018/19            | Championnat National 2 | 27    | 7      | 1            | 0            | 28    | 7      |
| Sainte-Geneviève   | Ogólnie            | Ogólnie                | 27    | 7      | 1            | 0            | 28    | 7      |
| Amiens SC II       | 2019/20            | Championnat National 3 | 7     | 2      | 0            | 0            | 7     | 2      |
| Amiens SC II       | Ogólnie            | Ogólnie                | 7     | 2      | 0            | 0            | 7     | 2      |
| FC Chambly (wyp.)  | 2019/20            | Ligue 2                | 1     | 0      | 1            | 0            | 2     | 0      |
| FC Chambly (wyp.)  | Ogólnie            | Ogólnie                | 1     | 0      | 1            | 0            | 2     | 0      |
| Amiens SC          | 2020/21            | Ligue 2                | 26    | 1      | 1            | 0            | 27    | 1      |
| Amiens SC          | 2021/22            | Ligue 2                | 5     | 1      | 0            | 0            | 5     | 1      |
| Amiens SC          | Ogólnie            | Ogólnie                | 31    | 2      | 1            | 0            | 32    | 2      |
| Warta Poznań       | 2021/22            | Ekstraklasa            | 26    | 0      | 0            | 0            | 26    | 0      |
| Warta Poznań       | 2022/23            | Ekstraklasa            | 1     | 0      | 0            | 0            | 1     | 0      |
| Warta Poznań       | Ogólnie            | Ogólnie                | 27    | 0      | 0            | 0            | 27    | 0      |
| Ogólnie w karierze | Ogólnie w karierze | Ogólnie w karierze     | 93    | 11     | 3            | 0            | 96    | 11     |

## Życie prywatne
Papeau jest pochodzenia gwadelupskiego.